# St. Jakobus (Rottenbach)

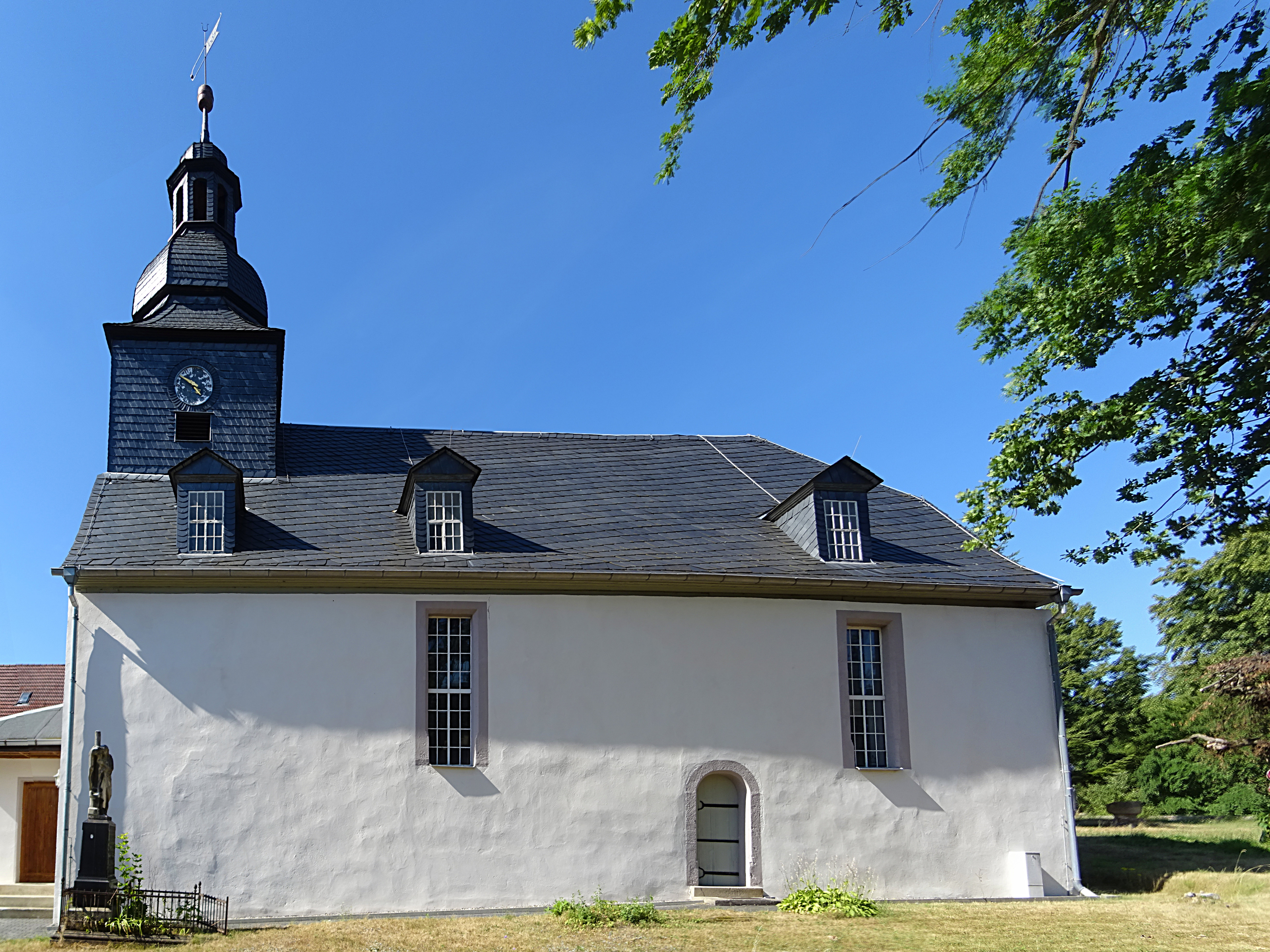
St. Jakobus

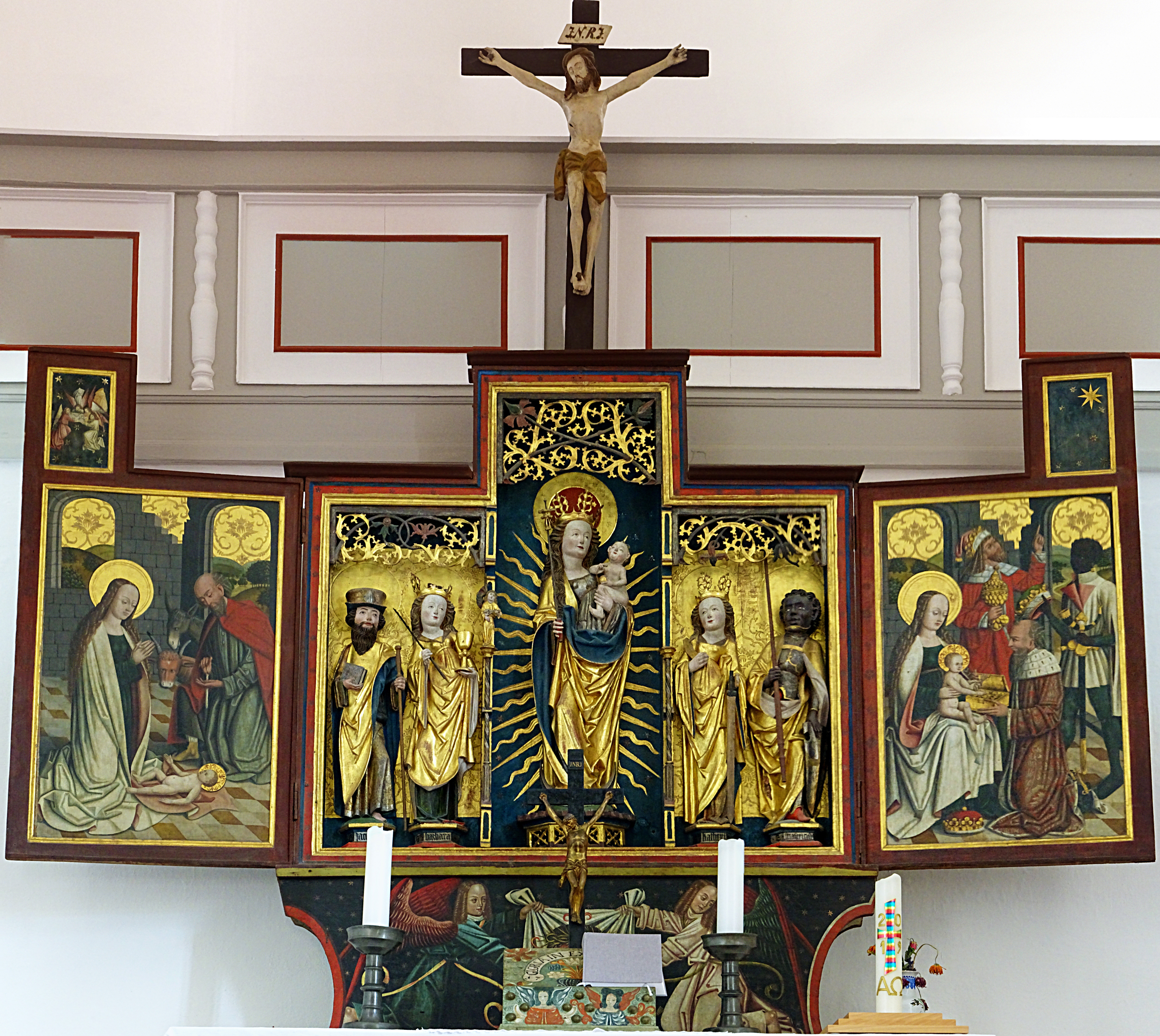
Schnitzaltar aus Saalfelder Schule

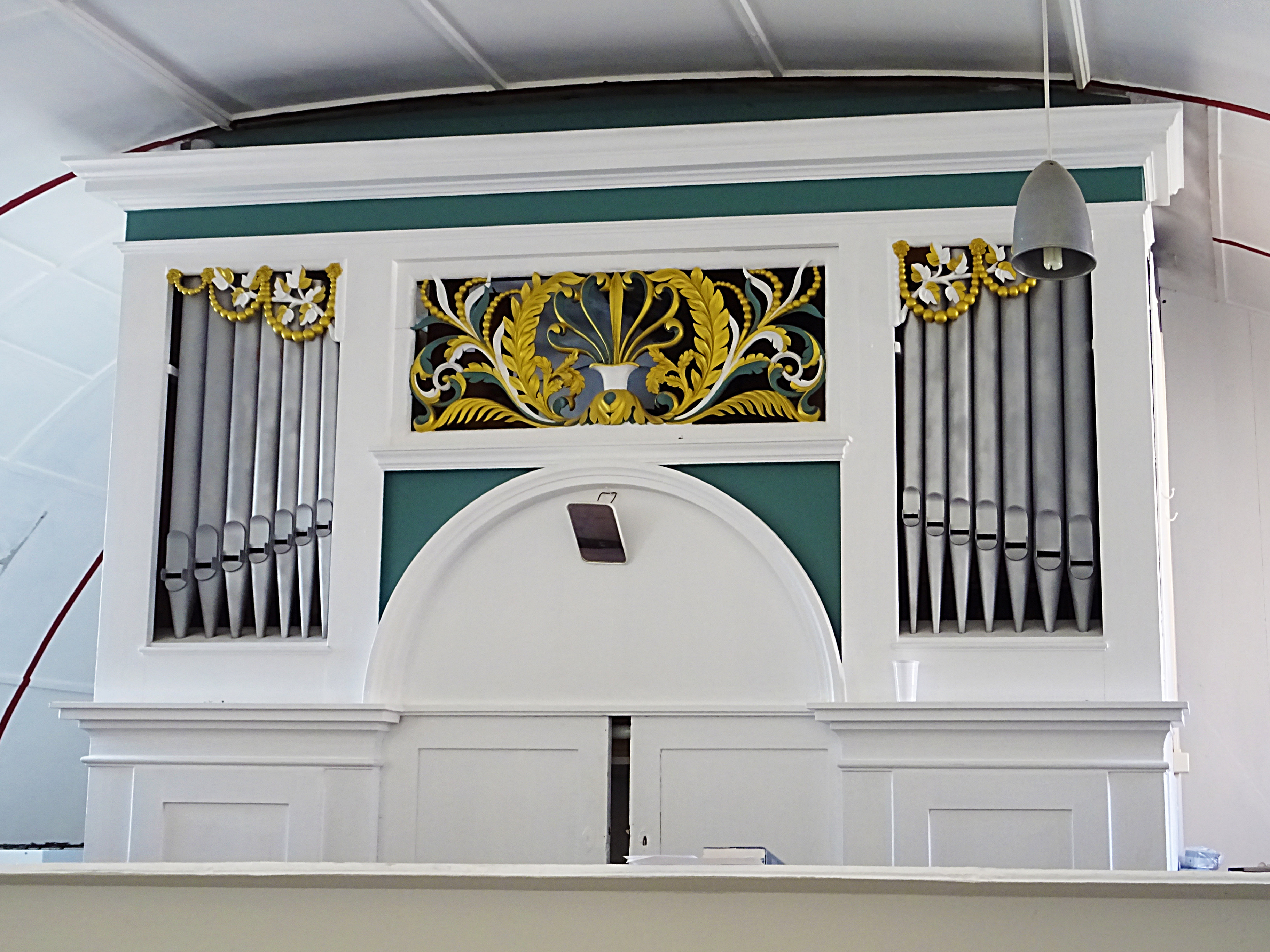
Schulze-Orgel

Die evangelische Kirche St. Jakobus steht im Stadtteil Rottenbach der Stadt Königsee im Landkreis Saalfeld-Rudolstadt in Thüringen.

## Geschichte
1253 ist die Existenz von Glocken, nicht aber ein Kirchengebäude urkundlich nachgewiesen. Es handelte sich um das Geläut der Vorgängerkirche. Die Kirche wurde von 1683 bis 1685 auf den Grundmauern der ehemaligen katholischen Kapelle erbaut.
Der Bau in Oberrottenbach besitzt einen farbenfroh und reich mit Gold verzierten denkmalgeschützten Flügelaltar aus dem 15. Jahrhundert aus den Händen Valentin Lendenstreichs.
Die Kirche beherbergt eine Johann Friedrich Schulze-Orgel von 1850.